# Loquendo
Loquendo (paraula que significa Locució) és una corporació multinacional de tecnologia de programari, fundada el 2001 per l'empresa Telecom Itàlia,. També té oficines a Espanya, Alemanya, França, el Regne Unit i els Estats Units.
Els productes actuals de Loquendo es poden trobar en els GPS (ja siguin incorporats al vehicle o portàtils), en dispositius per a discapacitats,  telèfons intel·ligents, llibres electrònics, caixers automàtics amb veu, videojocs d'ordinador, dispositius domèstics controlats per veu i altres productes.
Els seus productes van ser guanyadors de diversos premis, entre ells el "Speech Engine Leader" lliurat per "Speech Technologies" el 2007, 2008 i 2009. També va ser considerat per "Speech Technologies" el líder del mercat en els anys 2009 i 2010. El 30 de setembre de 2011,  Nuance Communications  (un dels principals competidors de Loquendo) va anunciar que havia adquirit Loquendo.

## Història
Loquendo era, originalment, una comunitat d'investigació creada a mitjans dels anys 1970 i 1972 pels administradors de l' IRI - STET (predecessora de Telecom Italia) en els laboratoris de CSELT (Centre d'Estudi i Telecomunicacions) en Torí abans de convertir-se en una companyia en 2001.

## Sintetitzador de veu
Construït per recomanació de la Universitat de Pàdua, aplicant la tècnica dels anomenats difons (la unió d'una consonant i una vocal, 150 en l'idioma italià) el grup va crear el primer sintetitzador de veu amb gran intel·ligibilitat l'any 1975. Duia el nom MUSA (per les sigles en anglès, Multichannel Speaking Automaton) i va demostrar el que era possible amb la tecnologia d'aquell temps. Els resultats aconseguits en aquests anys van ser condensats en un disc d'àudio de 45 rpm, amb milers de còpies produïdes i distribuïdes pels mitjans de comunicació massius. Va ser principalment distribuïda la versió italiana de la cançó Frère Jacques amb millor qualitat de so (MUSA manejava fins a 8 canals de síntesi en paral·lel).
L'evolució d'aquest prototip, amb l'increment de nombre dels difons (al voltant de 1000), el refinament de les eines de les anàlisis lingüístiques i el millor maneig de la forma d'ona va dur a una marcada millora de la veu sintètica. Això va donar peu a la creació del «sintetitzador de veu» en un circuit integrat desenvolupat internament al CSELT.